# Zaspa-Rozstaje
Zaspa-Rozstaje (in tedesco: Saspe) è una frazione di Danzica, situata nella parte nord-occidentale della città.